# Rani Karnavati de Garhwal
Rani Karnavati del Regne de Garhwal, també coneguda com a Tehri Garhwal, fou l'esposa de Mahipat Shah (o Mahipati Shah), el rei rajput de Garhwal, a l'Himàlaia, que utilitzava el títol de shah. Aquest va traslladar capital del Regne Garhwal de Dewalgarh a Srinagar, Uttarakhand, tan bon punt va ascendir al tron el 1622 i va consolidar encara més el seu domini sobre la majoria de parts de Garhwal.

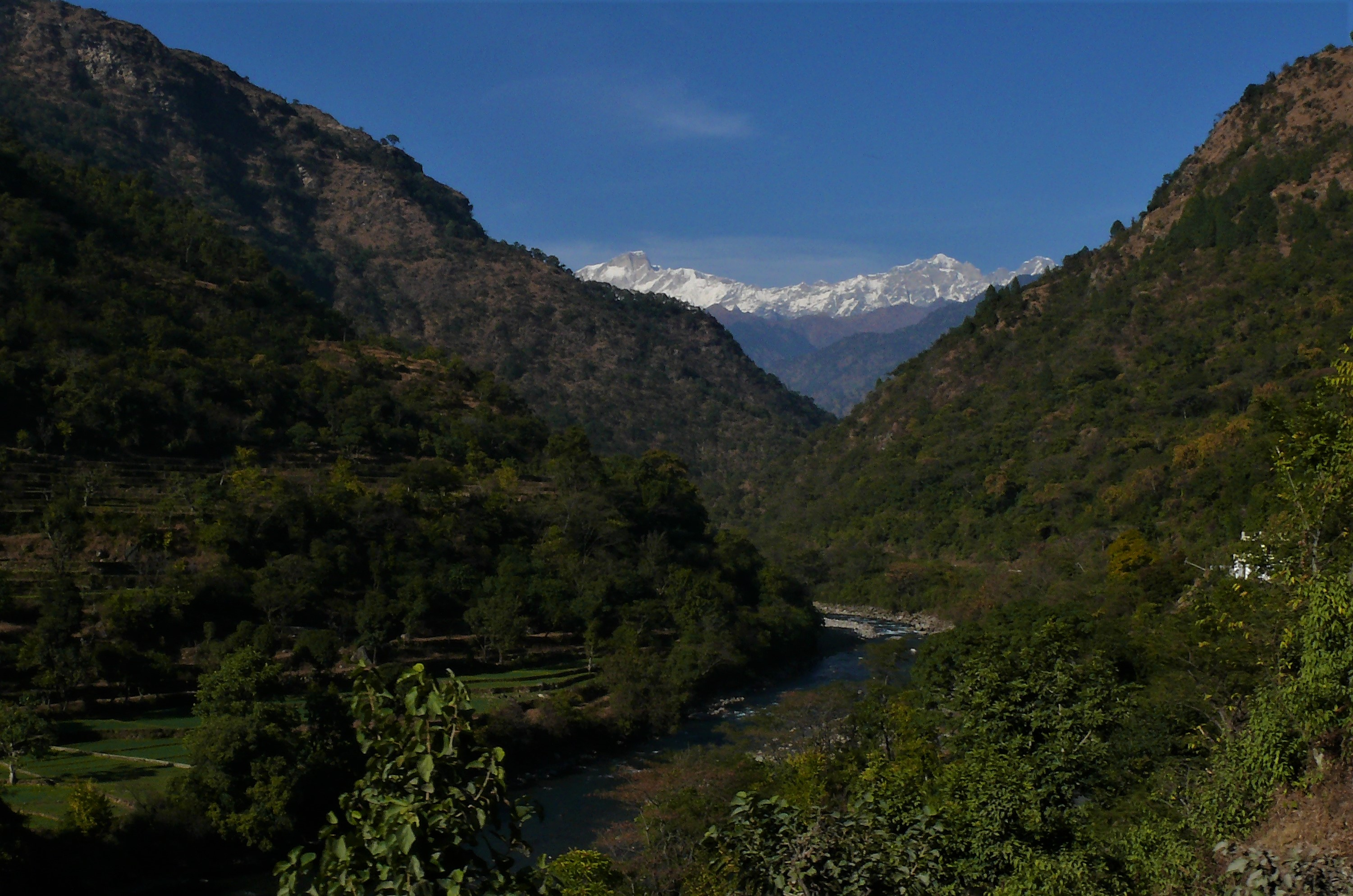
Rani karnavati aprofità la naturalesa muntanyosa del regne per a capturar i vèncer els mogols

El rei Mahipati Shah va morir jove el 1631. Després de la seva mort, la seva Rani Karnavati, va governar el regne com a regent del seu fill de set anys, Prithvipati Shah, massa jove encara per a fer-se càrrec de la corona.
Va governar durant molts anys durant els quals va defensar amb èxit el regne contra els invasors i va repel·lir un atac de l'exèrcit mogol de Shah Jahan dirigit per Najabat Khan el 1640. Amb el temps va guanyar el sobrenom de "Nakti Rani" (Nak-Kati -Rani) ja que tenia la fama de tallar el nas als seus enemics, tal com es van adonar dels invasors mogols d'aquella època: Rani Karnavati capturà una força invasora mogol en un pas de muntanya i, en lloc d'executar els presoners els feu tallar el nas. D'aquesta manera enviava enviant un missatge a la cort mogol: si podia tallar-los el nas, també podia tallar-los el cap.
Els monuments erigits per ella encara existeixen al districte de Dehradun, a Nawada. També se li atribueix la construcció del Canal Rajpur, el primer de tots els canals de Dehradun, que comença des del riu Rispana i porta les seves aigües fins a la ciutat de Dehradun. El riu Rispana és un dels afluents del riu Song que davalla des de la part central i oriental de la vall de Doon.
Alguns anys després, el seu fill major Prithvipati va arribar al tron i va governar amb saviesa sota la influència i consell de la seva mare.